# Georges Arditi
Pour les articles homonymes, voir Arditi.
Georges Arditi, né le 14 décembre 1914 à Marseille et mort le 15 janvier 2012 à Nogent-sur-Marne, est un peintre français.

## Biographie
Fils de David Arditi, exportateur de soieries et d'Esther Asséo, Georges Arditi est communiste, d'origine judéo-gréco-espagnole : il vit et peint à Paris, 35, rue des Martyrs.
Il se marie en 1942 avec Yvonne Leblicq (1906-1982), de nationalité belge, avec laquelle il a deux enfants : Pierre (né en 1944) et Catherine (née en 1946). Il a deux autres enfants de son second mariage avec Nicole Paroissien : Danièle (née en 1974) et Rachel Arditi (née en 1976). Ses quatre enfants sont comédiens. Pierre Arditi, dans un entretien récent, est amené à évoquer son père « dont le travail le fascinait, mais qui avait parfois du mal à assurer le train de vie familial » en raison de son côté bohème.
Il est également le cousin germain de l'écrivain de langue allemande Elias Canetti (1905-1994), prix Nobel de littérature 1981, du docteur Georges Canetti (1911-1971), médecin et biologiste français qui s'est illustré dans la lutte contre la tuberculose, et de Jacques Canetti (1909-1997), producteur et découvreur de talents de la chanson (ce qui lui a valu la réputation d' « éleveur de vedettes » de la chanson française), tous trois d'origine juive séfarade bulgare.
En 1932, Georges Arditi entre à l'École nationale supérieure des arts décoratifs où il a comme enseignants Jean Carlu, Raymond Legueult et surtout l'affichiste Cassandre dont il suit le cours libre sur l'affiche publicitaire.
Sa première exposition particulière a lieu en 1937 à la galerie La Fenêtre ouverte. En 1938, il est invité au Salon des Tuileries.
Pendant la guerre, il s'engage dans la Résistance.
Il est ensuite plusieurs fois exposé, à titre personnel ou en groupe, en France comme à l'étranger. Le musée de la Poste, à Paris, lui consacre une grande exposition en 1990.
Georges Arditi meurt à Nogent-sur-Marne le 15 janvier 2012 à l'âge de 97 ans, et est enterré le 23 janvier au cimetière du Montparnasse (division 3) à Paris.

## Itinéraire pictural de Georges Arditi
(juillet 2013).
- De 1940 à 1949 : période figurative et quattrocentiste au cours de laquelle il peint Le Crépuscule (1943).
- De 1952 à 1958 : période post-cubiste.
- De 1958 à 1973 : peinture dans un style abstrait.
- Depuis 1974 : art figuratif avec des compositions mêlant portraits, paysages et nature mortes.

## Georges Arditi, «enfant de Marseille»

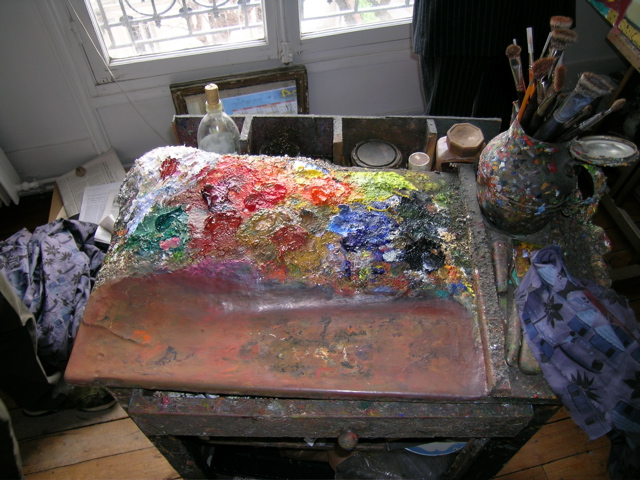
La palette de Georges Arditi (Paris, 2003).

« Georges Arditi, enfant de Marseille, est une parfaite émanation de sa région d'origine où tout est défi, tout est refus de se laisser figer par les modes ou piéger par l'intellectualisme. »
« Sans doute, la plus grande force d'Arditi est de se situer en dehors des époques et des écoles et de rappeler avec douceur mais avec fermeté, que l'on peut s'inscrire en marge du mouvement artistique triomphant, être seul comme une île en plein océan et, néanmoins, faire œuvre de créateur. » - Edmonde Charles-Roux, écrivain, membre de l'Académie Goncourt, préface de l'exposition du musée de la Poste (1990).

## Œuvres

### Peintures
- Le Crépuscule, 1943[réf. nécessaire][4]
- Le Miracle, 1987[réf. nécessaire]

## Salons
- Salon des Tuileries de 1938
- Salon de la Société nationale des beaux-arts de 1987 : Le Miracle (no 42)

## Expositions
- 1937, Galerie Fenêtre Ouverte[Où ?]
- 1990, exposition rétrospective au musée de la Poste à Paris